# 58 Velorum
58 Velorum (n Velorum) é uma estrela na direção da Vela. Possui uma ascensão reta de 08h 41m 13.14s e uma declinação de −47° 19′ 01.7″. Sua magnitude aparente é igual a 4.74. Considerando sua distância de 1895 anos-luz em relação à Terra, sua magnitude absoluta é igual a −4.08. Pertence à classe espectral A5II.